# Guerra de la Independencia en Cantabria

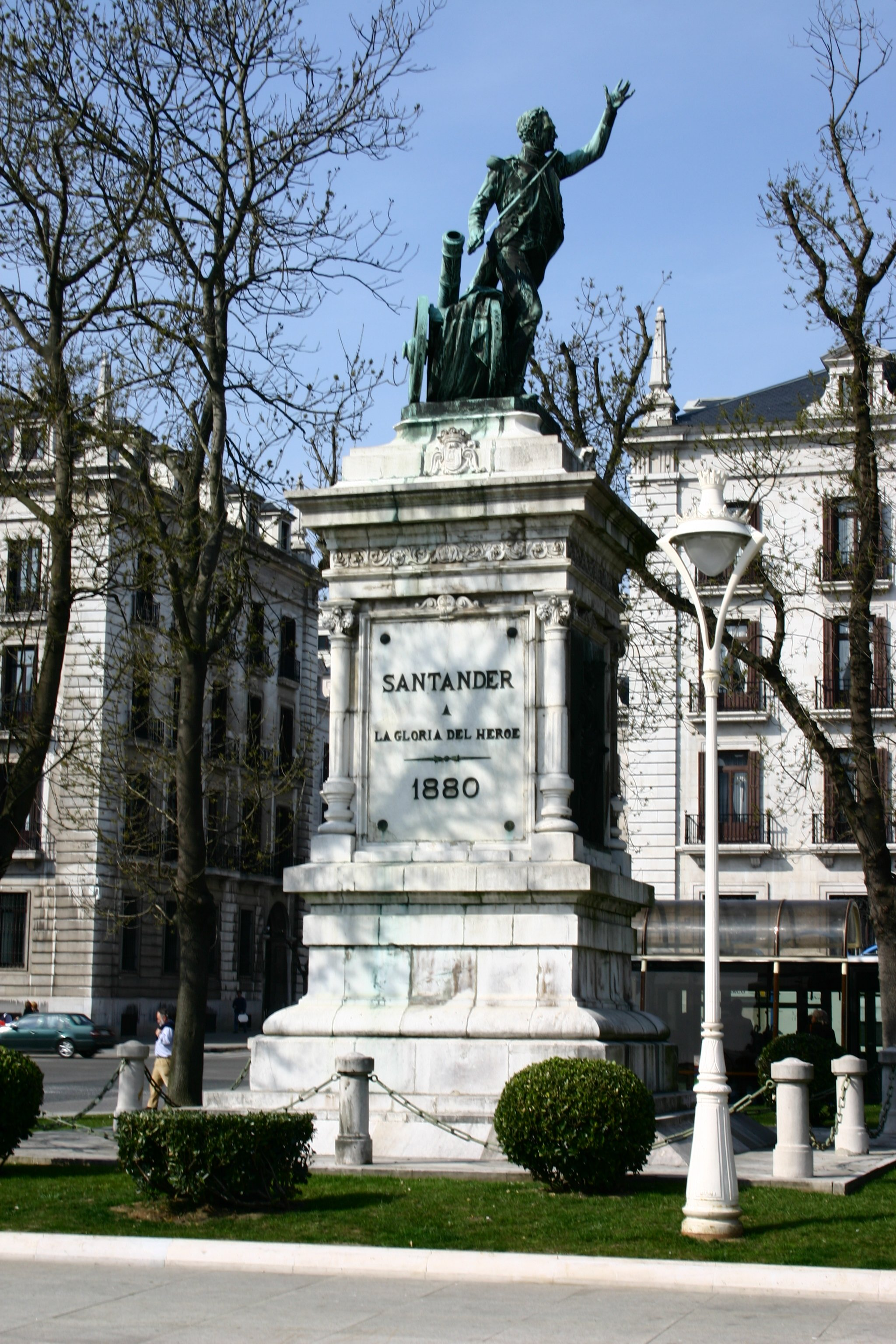
Estatua erigida en Santander a la memoria del capitán de artillería Pedro Velarde Santillán, héroe cántabro de la guerra de la Independencia española muerto durante el levantamiento del 2 de mayo de 1808 en Madrid.

La guerra de la Independencia Española fue un conflicto armado surgido en 1808 por la oposición de España a la pretensión del emperador francés Napoleón I de instaurar y consolidar en el trono español a su hermano José Bonaparte, en detrimento de Fernando VII de España, desarrollando un modelo de Estado inspirado en los ideales bonapartistas.
El conflicto se incluye en el marco de la guerra peninsular, sumándose al enfrentamiento precedente de Francia con Portugal y el Reino Unido, convulsionando toda la península ibérica hasta 1814.
La guerra de la Independencia española queda enmarcada en el amplio conflicto de las guerras napoleónicas y en la crisis del sistema del Antiguo Régimen, encarnado en la monarquía absoluta de Fernando VII. El conflicto se desarrolló sobre un complejo trasfondo de profundos cambios sociales y políticos impulsados por el surgimiento de la identidad nacional española y la influencia en el campo de los «patriotas» de algunos de los ideales nacidos de la Ilustración y la Revolución francesa, paradójicamente difundidos por la élite de los afrancesados.

## El ocaso del Antiguo Régimen
El levantamiento contra la invasión napoleónica de 1808 va a significar, en España, el inicio del colapso del Antiguo Régimen (absolutismo político, economía feudal y desigualdad jurídica) y el doloroso comienzo de la Edad Contemporánea en España. Nacía así un convulso siglo XIX marcado por la pugna del liberalismo (régimen constitucional, igualdad de derechos y economía de libre mercado) para desmontar las estructuras socioeconómicas y políticas del Antiguo Régimen e integrar un mercado a nivel nacional, frente a la resistencia de los grupos privilegiados —nobleza y clero— y amplias capas de un campesinado apegado a sus tradicionales modos de subsistencia.
Cantabria fue un escenario más de esa lucha. Si a comienzos del siglo XIX era una región abrumadoramente rural en la que se hallaban sólidamente asentadas las estructuras feudales, el liberalismo se introducirá de la mano de la burguesía mercantil santanderina. Ésta, que había construido su éxito a la sombra del Antiguo Régimen, se inclinará hacia la revolución liberal cuando aquel se convierta en un lastre para su florecimiento. No obstante, sus convicciones políticas siempre fueron eminentemente pragmáticas, anteponiendo sus intereses económicos a los principios ideológicos.

## La guerra en Cantabria

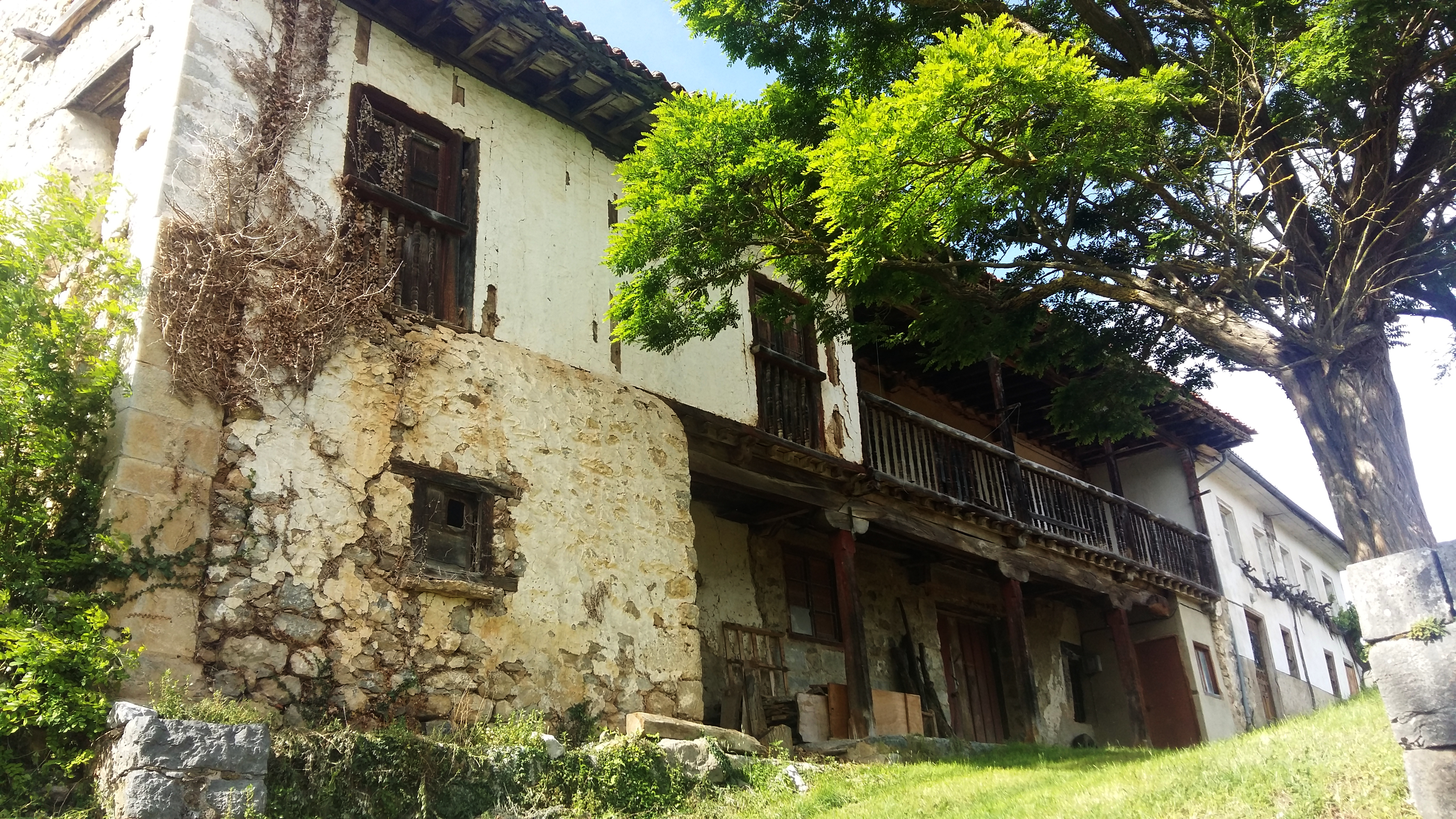
Edificio de la antigua Academia de Caballería de Colio (Liébana), fundada por Juan José González de la Riva, VI marqués de Villa Alcázar en 1811.La imagen es de 2017, cuando aún no se utilizaba como establecimiento hostelero.

Bandera de los Húsares de Cantabria de la División Cántabra, 1809. En el centro de su paño el escudo de Santander y en sus esquinas el lábaro cántabro.

Los términos del Tratado de Fontainebleau, firmado el 27 de octubre de 1807 por el primer ministro Manuel Godoy, preveían de cara a una nueva invasión conjunta hispanofrancesa de Portugal, el apoyo logístico necesario al tránsito de las tropas imperiales, que al mismo tiempo fueron tomando posiciones en importantes ciudades españolas según los planes de Napoleón, quien, convencido de contar con el apoyo popular, había resuelto forzar el derrocamiento de la dinastía reinante tradicional.
Ante la noticia del secuestro de la familiar real, retenida por Napoleón en Bayona para forzar su renuncia al trono, y frente a la clara actitud invasora de las tropas francesas acantonadas en territorio español, estalla una rebelión en Madrid el 2 de mayo de 1808, en la que destacaron los capitanes Luis Daoíz y Pedro Velarde, este último natural de Muriedas (Camargo). Duramente reprimida, el levantamiento popular se extiende por toda la geografía nacional.
En un primer momento las autoridades civiles y religiosas de Santander permanecieron a la expectativa, optando por la prudencia y el control de la situación frente a un doble temor: el posible castigo francés ante cualquier acción reivindicativa y el miedo a un levantamiento popular incontrolable. Este se produce finalmente el 26 de mayo de 1808, por lo cual las autoridades deciden encabezarlo procurando contener los impulsos populares. Se constituye así una Junta Suprema Cantábrica (también aparece en los escritos con otros nombres como Suprema Junta de Cantabria, Junta Suprema de Cantabria, Suprema Junta Provincial de Cantabria o Junta de Provincia Cantábrica) presidida por el obispo Rafael Tomás Menéndez de Luarca —que asumió el título de Regente de la provincia—, declarado enemigo de la revolución y de las ideas ilustradas. En colaboración con Asturias se organiza un Armamento Cántabro dirigido por el coronel Velarde e integrado por 5000 voluntarios destinados a controlar los accesos de la cordillera Cantábrica. No obstante, la reacción francesa enviada desde Burgos logra sendas victorias en Lantueno y el puerto del Escudo, tomando Santander el 23 de junio, de donde ya habían huido las autoridades y parte de los ciudadanos. Al frente de la alcaldía en tan difícil situación se colocó a Bonifacio Rodríguez de la Guerra, quien hubo de bascular entre el sometimiento a los ocupantes y el intento de templar las represalias; lo cual le acarrearía acusaciones de afrancesado y traidor tras la guerra.

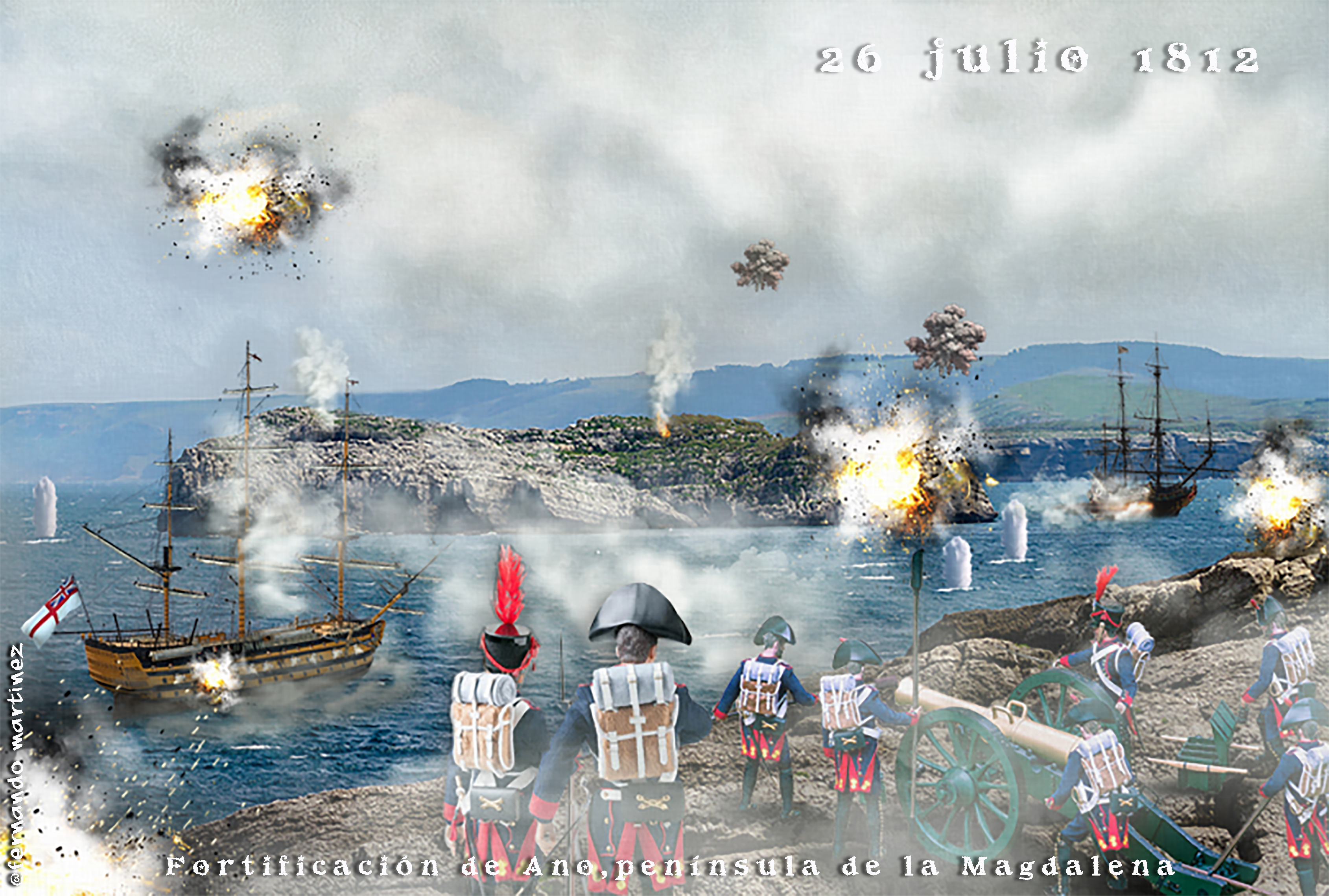
En julio de 1812, durante la Guerra de la Independencia los ingleses, aliados de los españoles, capturaron la isla, desde donde abatieron con fuego granado las defensas costeras de la península de la Magdalena ocupadas por los franceses, logrando expulsarlos de ellas; esto permitió el desembarco de tropas españolas en El Sardinero.

La resistencia guerrillera se extendió a toda la geografía regional, destacando cabecillas como Juan López Campillo en la zona oriental o Juan Díaz Porlier El Marquesito[cita requerida], militar de inclinaciones liberales que instaló su base de operaciones en Liébana; reorganizó las fuerzas del Armamento bajo la nueva denominación de División Cántabra (instruida en la Academia de Caballería de Colio, fundada por Juan José González de la Riva, VI marqués de Villa Alcázar en la población lebaniega), incorporando varios regimientos y batallones como los Húsares de Cantabria (caballería) o los Tiradores de Cantabria (infantería). La lucha ocasionó numerosos combates que costaron terribles pérdidas humanas y materiales. El año crucial fue 1812, cuando la retirada de efectivos franceses hacia el frente ruso, una ofensiva guerrillera a escala nacional y la campaña de Wellington desde Portugal quebraron el poderío napoleónico, obligando a José I a abandonar Madrid y a las tropas de ocupación a replegarse al norte. En Cantabria la base francesa se acantona en Santoña, cuyo carácter casi insular y sus construcciones defensivas la convertirán en un baluarte inexpugnable hasta la retirada francesa el 28 de mayo de 1814, finalizada ya la guerra (hecho que llevó a denominarla la “Gibraltar del Cantábrico”). El último acto de guerra en Cantabria tuvo lugar el 11 de mayo de 1813, cuando las tropas francesas, en su retirada y tras un asedio iniciado el 29 de abril, tomaron Castro-Urdiales provocando un baño de sangre.

## Restauración absolutista

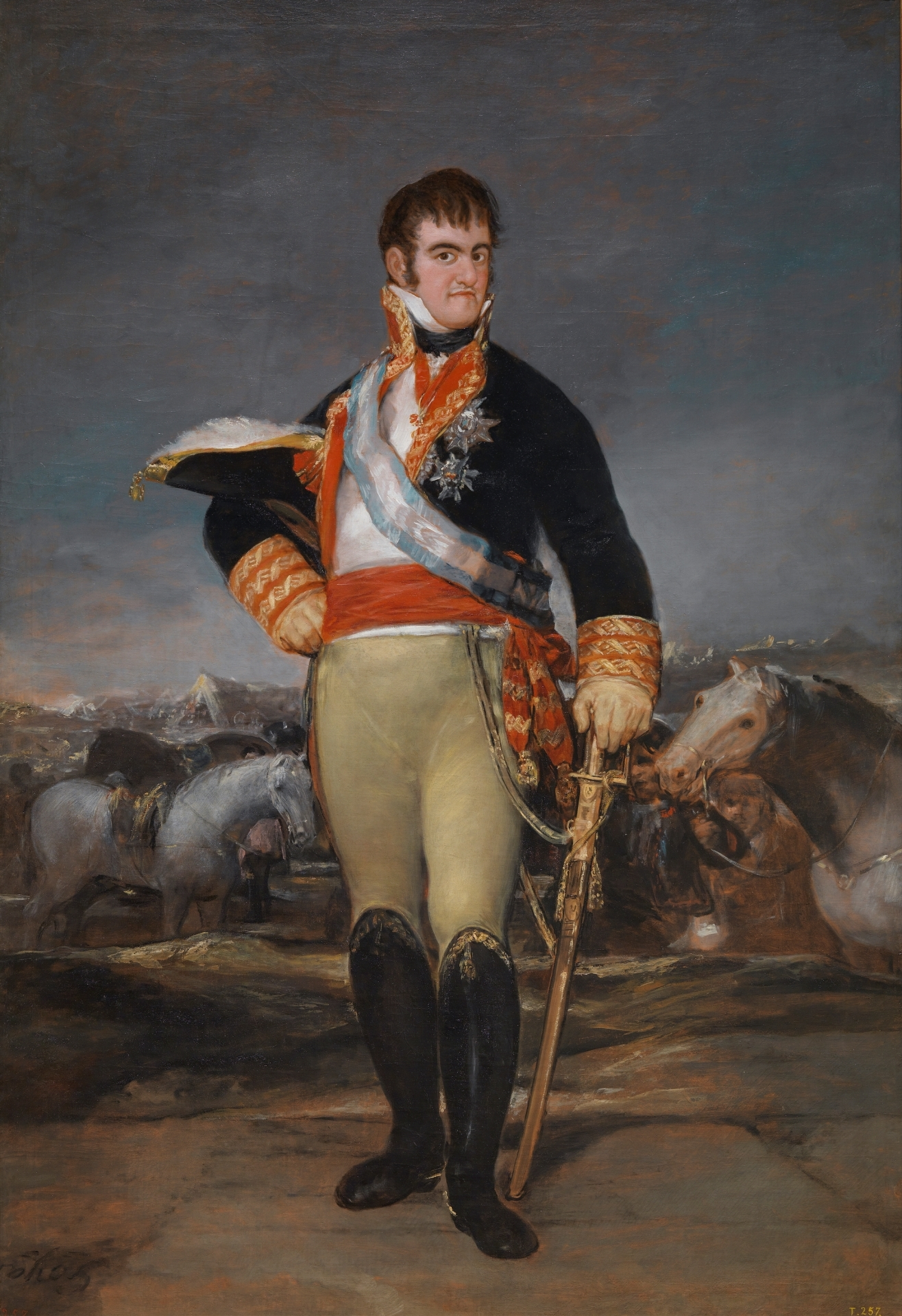
Retrato de Fernando VII. Francisco de Goya. Museo Municipal de Bellas Artes, Santander, (España).

El retorno del deseado Fernando VII tras su sumisa actitud frente a las pretensiones de Napoleón (extensiva a toda la familia real), significó la restauración absolutista, derogando la Constitución de 1812 y la labor legislativa de las Cortes de Cádiz, e implantando un régimen de marcado carácter represivo. Regresadas a Santander las antiguas autoridades, la reacción encontrará en el obispo Menéndez de Luarca a su mejor representante (la Iglesia absolutista y ultraortodoxa surgió de la guerra envuelta en un aura de legitimidad). No obstante, poca oposición pudieron hallar los absolutistas en un campesinado amenazado por el hambre y alejado de las querellas políticas, o en una burguesía dispersa, arruinada y contemporizadora con el orden social.
Pese a ello, el evidente fracaso de la restauración fernandina en asegurar las condiciones que permitían el enriquecimiento de la burguesía santanderina inclinará a ésta a secundar el alzamiento liberal de 1820, iniciado en Cádiz y propagado a la guarnición militar de Santoña. El proyecto reformista del Trienio Liberal (1820-1823) fue abortado, sin embargo, por sus propias contradicciones internas y una oposición tradicionalista apoyada por las monarquías absolutistas europeas. Así, el retorno a la acción guerrillera rural que supuso la proliferación de partidas realistas, de importante presencia en nuestra región, fue seguida de una nueva invasión francesa, la de los Cien Mil Hijos de San Luis, que abolió la Constitución, suprimió el Parlamento y reinstauró los poderes absolutos del monarca. En Cantabria sólo Santoña resistió varios meses, mientras el exgobernador Quesada regresaba a Santander al frente del autodenominado Ejército de la Fe. La escasa defensa del régimen liberal se explica por haberse enajenado casi todo el apoyo social que pudo tener en un principio. Si las clases populares se vieron defraudadas por unas medidas que en nada resolvían sus más acuciantes necesidades, los sectores burgueses, asegurados sus negocios, no estaban interesados en reformas democráticas y sí en apoyar cualquier fuerza dispuesta a imponer el orden social.
Se iniciaba así el último tramo del reinado de Fernando VII, la Ominosa Década (1823-1833), cuyo principal brazo represor serán los voluntarios realistas, germen de las futuras partidas carlistas. Se constituyó así una Brigada de Cantabria, cuerpo paramilitar comandado por Bernardino González de Agüero e integrado por 7000 hombres distribuidos en 13 batallones: los de Hoznayo, Carriedo, Merodio (hoy Asturias), Molledo, Ampuero, Hazas de Cesto, Soncillo (actualmente en la provincia de Burgos), Puente Nansa, Santander, Toranzo, Cabezón de la Sal, Cayón y Mena (también en Burgos). Constituyeron la fuerza hegemónica del período, instrumento de la línea más dura del absolutismo y las oligarquías rurales para imponer sus tesis políticas.